# 전용두
전용두(田溶斗, 1965년 10월 22일 ~ , 경기도 수원시)는 대한민국의 정치인이다. 제9대 경기도 수원시의원이다.

## 학력
- 지동국민학교 졸업
- 수성중학교 졸업
- 유신고등학교 졸업
- 고려사이버대학교 평생교육과 2학년 재학

## 경력
- 육군 25사단 병장 만기 제대
- 국회의원 정책비서관 5급
- LG전자 D/M 사업본부 근무
- 사단법인 한국연극협회 수원시지부 부지부장
- 열린우리당 경기도당 정책국 국장
- 열린우리당 경기도당 홍보기획국 국장
- 열린우리당 경기도당 교육연수국 국장
- 사단법인 경기발전연구소 이사
- 경기 발전미래모임 운영위원회 위원
- 대통합민주신당 교육환경특별위원회 부위원장
- 경기 발전연구소 이사
- 수원시 환경운동센터 자문위원회 위원
- 수원시 학교급식 심의 위원회 위원
- 수원시 국사편찬위원
- 민주당 경기도당 교육국장
- 민주당 경기도당 대변인
- 민주당 경기도당 무상급식 추진 특별위원회 위원장
- 2010.07 ~ 2014.06 제9대 경기도 수원시의회 의원
- 수원SSAC홍보대사
- 수원시 학교폭력예방대책 지역협의회위원
- 수원시 비전2030 휴먼시티 도시시민계획단 위원

## 수상
- 2013 경기언론인클럽 지역경제활성화분야 최우수의원
- 2013 제1회 홍재의정대상

## 역대 선거 결과
|  | 26.91% |

|  | 41.76% |